# Maria Austria
Maria Austria (geboren als Marie Karoline Oestreicher) (Karlsbad, 19 maart 1915 – Amsterdam, 10 januari 1975) was een Nederlandse fotograaf. De belangrijkste thema's in haar werk zijn theater- en documentairefotografie.

## Levensloop

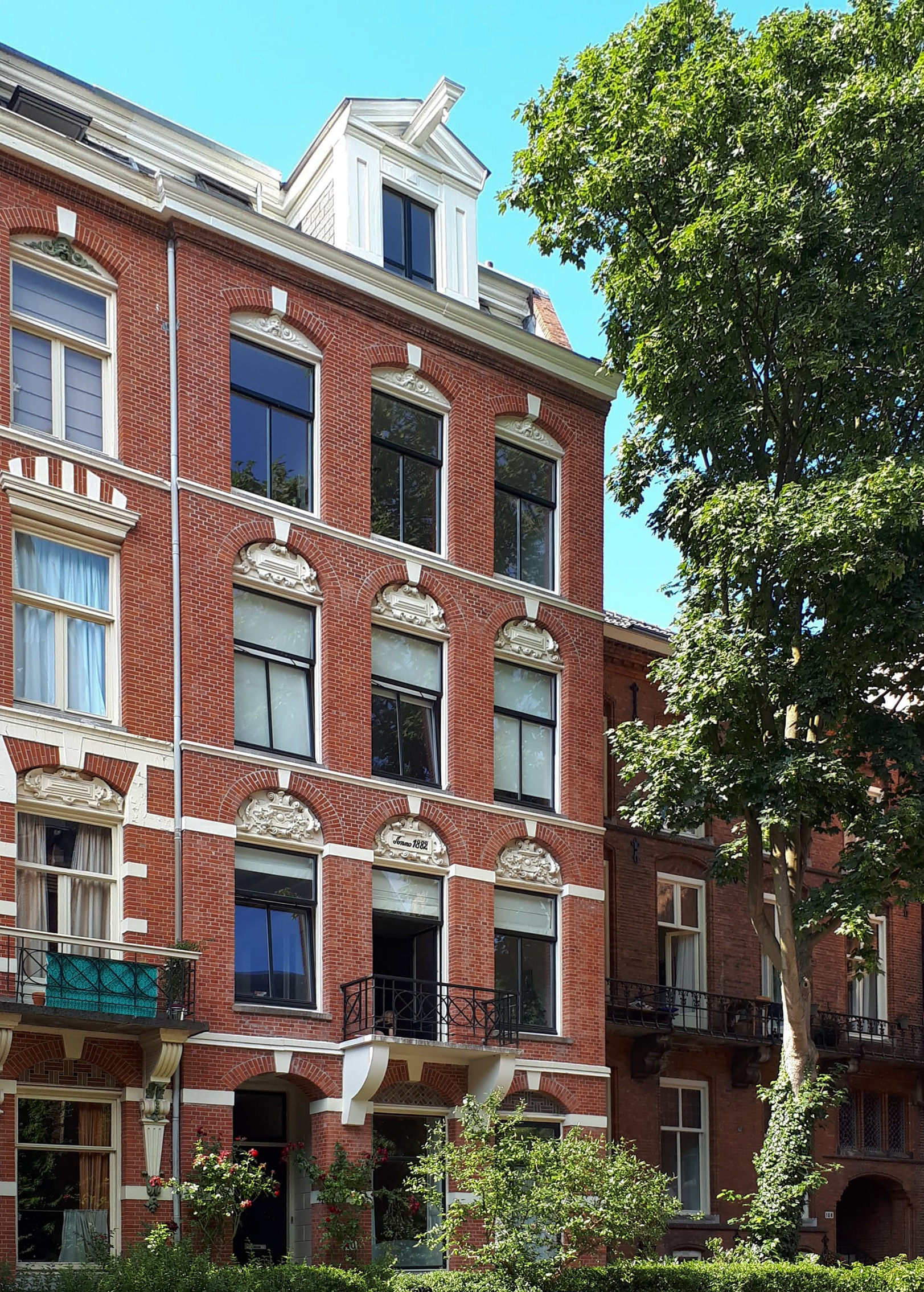
Vondelstraat 110, Amsterdam

Ze groeide op als derde kind in een Joods artistiek gezin. Haar vader Karl Oestreicher, die arts was, overleed kort voor haar geboorte; moeder was Clara Kisch. Ze volgde in Wenen een vaktechnische opleiding voor fotografie aan de Höhere Graphische Bundes Lehr- und Versuchanstalt. In 1934 werkte ze als assistente voor de Weense fotograaf Willinger en fotografeerde ze avant-gardistische toneeluitvoeringen. Vanwege de maatregelen die tegen Joden werden ingevoerd, verhuisde ze in 1937 naar de Amsterdamse Beethovenstraat, waar ze ging inwonen bij haar zus Lisbeth Oestreicher, die sinds 1930 in Amsterdam werkte als textielontwerpster. Zij werkten samen onder de naam 'Model en Foto Austria' en woonden in de Rivierenbuurt. Vanaf dat moment gebruikte ze de naam Maria Austria. In 1938 vluchtten ook haar moeder en haar broer Felix met zijn gezin naar Amsterdam. Tijdens de oorlog trouwde ze in 1942 met de Duitse zakenman Hans Bial. In november 1943 werden haar moeder en haar broer met zijn gezin naar het doorgangskamp Westerbork getransporteerd. Haar man en haar zuster waren daar al eerder terechtgekomen. Austria dook nu onder, op het adres Vondelstraat 110. Ze ontmoette Henk Jonker, die bij het Amsterdamse bevolkingsregister werkte en actief was in het verzet met het vervalsen van persoonsbewijzen. Austria maakte daar pasfoto's bij en leerde Jonker fotograferen. Eind 1945 scheidde ze van Hans Bial en in 1950 trouwde ze met Henk Jonker.

## Werk

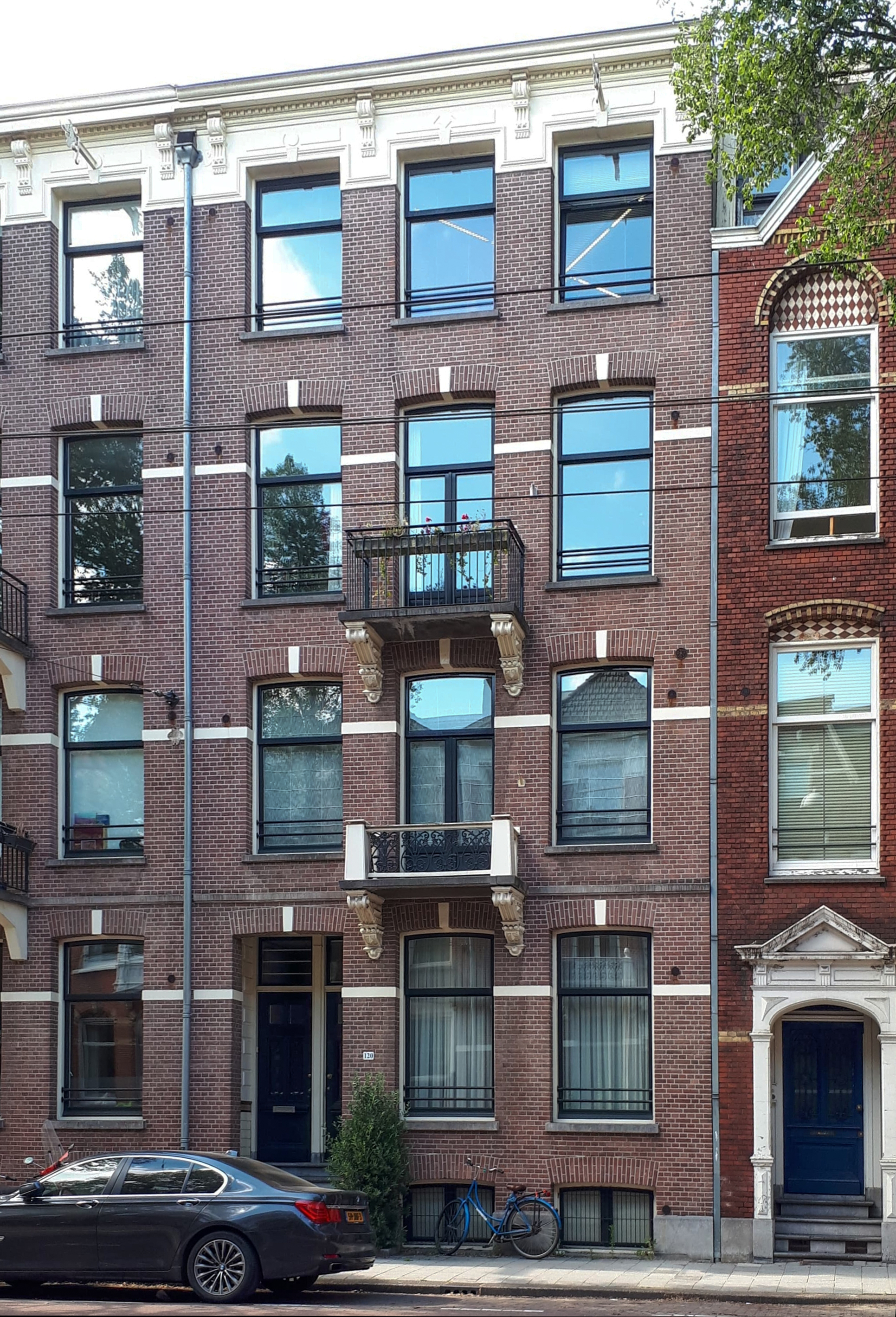
Willemsparkweg 120, Amsterdam

In 1945 richtte Maria Austria aan de Willemsparkweg 120 het fotobureau Particam op, samen met fotografen Henk Jonker, Aart Klein en Wim Zilver Rupe. Zij richtten zich op documentaire reportages voor kranten en tijdschriften over de werkende mens en het culturele leven van Nederland in de wederopbouw. Van 1949 tot 1960 hadden Austria en Jonker een fotorubriek over maatschappelijke thema's op de achterpagina van het Algemeen Handelsblad. Samen fotografeerden ze onder andere ook de Watersnoodramp voor het christelijk nationaal weekblad De Spiegel.
Austria specialiseerde zich in theaterfotografie en portretteerde dansers, acteurs, cabaretiers, musici, dirigenten en regisseurs. Haar opdrachtgevers waren onder andere grote balletgezelschappen, het Holland Festival (vanaf 1947), de Nederlandse Opera Stichting (vanaf 1949) en het Concertgebouworkest.
Na haar overlijden werd in 1976 het Maria Austria Instituut (MAI) opgericht. Dit beheert, in samenwerking met het Stadsarchief Amsterdam, de archieven van ruim 50 fotografen, waaronder het archief van Maria Austria zelf.
In 2018 werd door het Joods Historisch Museum voor het eerst een totaalbeeld getoond van haar omvangrijke en veelzijdige oeuvre uit de jaren 1930-1975, onder de titel Leven voor de fotografie

## Publicaties (selectie)
- Martien Frijns: Maria Austria. Fotografe. Doetinchem, M10Boeken, 2023. ISBN 9789072603890
- Holland zonder haast. 4. Foto's van Maria Austria (Inl. Judith Herzberg). Amsterdam, Voetnoot, 2001. ISBN 90-71877-54-X
- Maria Austria. Foto's. Samengesteld en vormgegeven door Kees Nieuwenhuijzen. Amsterdam, De Bezige Bij, 1976. ISBN 90-234-5226-7